# اسکارو
اسکارو (به انگلیسی: Skaro) یک سیاره خیالی در سریال بریتانیایی دکتر هو است.این سیاره توسط تری نیشن به عنوان سیاره مادر دالک ها در این سریال معرفی شده است.